# Unione Sportiva Grosseto 1941-1942
Questa pagina raccoglie le informazioni riguardanti l'Unione Sportiva Grosseto nelle competizioni ufficiali della stagione 1941-1942.

## Rosa
| N. |                   | Ruolo | Calciatore        |
| -- | ----------------- | ----- | ----------------- |
|    | Italia (bandiera) | A     | Giuseppe Calcagno |
|    | Italia (bandiera) | D     | Remo Carmignani   |
|    | Italia (bandiera) | D     | Giovanni Dragoni  |
|    | Italia (bandiera) | C     | Ermanno Englaro   |
|    | Italia (bandiera) | A     | S. Fellei         |
|    | Italia (bandiera) | A     | G. Fommei         |
|    | Italia (bandiera) | A     | Erasmo Franzoni   |
|    | Italia (bandiera) | A     | Federico Landi    |

| N. |                   | Ruolo | Calciatore        |
| -- | ----------------- | ----- | ----------------- |
|    | Italia (bandiera) | C     | Loris Lottini     |
|    | Italia (bandiera) | P     | Aristide Nascenzi |
|    | Italia (bandiera) | P     | Ivo Paolini       |
|    | Italia (bandiera) | C     | Renato Piacentini |
|    | Italia (bandiera) | A     | Guido Querci      |
|    | Italia (bandiera) | C     | Gennaro Santillo  |
|    | Italia (bandiera) | D     | Umberto Santillo  |
|    | Italia (bandiera) | C     | Alessandro Sassi  |